# Electro
Electro je glazbeni stil koji spada u elektroničku glazbu a izravno je inspiriran uporabom Rolandove ritam mašine TR-808. Jedna od najbitinijih komponenata electro glazbe je robotski vokal koji nastaje korištenjem vokodera te je, uz mehanički zvuk 808-ice, postao zaštitni znak dotičnog stila.

## Pojam i odrednice
Od samih početaka kao okosnica novog electro projekta koriste se ritam mašine, analogni sintesajzeri i druga analogna oprema; kako je stil evoluirao tako je, prvenstveno napretkom računalne tehnologije, upotreba analogne opreme opadala u korist PC produkcije. Danas se ritam mašine i analogna oprema uglavnom koriste za live nastupe pojedinih izvođača. U projektima se favorizira analogna sinteza, bas linije, sintetički rifovi i naravno - vokoder. U početku je okosnica electro lirike provedene kroz vokoder bio rap ali je, od 1990. do danas gotovo nestao.
Electro je, za razliku od sličnih pravaca tipa breakbeat i sl. orijentiran na robotiku i ZF teme koje su prisutne na izdanjima velike većine današnjih electro izvođača. Osim toga, važan dio electro kulture su i ploče koje, upravo zbog svog toplog zvuka, dodaju novu dimenziju hladnoj 808 elektronici. Izdavačke kuće orijentirane na electro uz digitalno izdanje nerijetko ponude i vinil verziju.

## Povijest electro-glazbe
Na zalazu disco ere kasnih sedamdesetih pojedini electro-funk producenti kao npr. Zapp & Roger su počeli eksperimentirati s talk boxevima i upotrebljavati tvrđi i karakterističniji zvuk. 1982. godine Africa Bambaataa, producent iz Bronxa, izdao je pjesmu "Planet Rock" koja je sadržavala elemente Kraftwerkovog albuma Trans Europe Express. "Planet Rock" se smatra prvom "pravom" electro pjesmom koja je započela uspon electra kao novog i modernog žanra. Postupno su scenom počeli vladati Planet Patrol, Jonzun Crew, Mantronix, Newcleus, Cybotron i drugi koji su svojim utjecajem i eksperimentima kasnih osamdesetih utjecali na formiranje žanrova koje danas znamo kao techno, ghettotech, breakbeat, drum and bass i electroclash. 
Upravo je pojava novih elektroničkih pravaca krajem osamdesetih i početkom devedesetih godina prošlog stoljeća electro bacila u drugi plan a žanr je egzistirao samo unutar određenog kruga slušatelja. Situacija je bila takva sve do kraja devedesetih kada se stara slava polako počela vraćati kroz zvuk Anthony Rothera i Dave Clarkea te ponovnim pokretanjem legendarne britanske etikete StreetSounds 2009. godine koja je osamdesetih bila temelj prepoznavanja electro glazbe kao komercijalno uspješnog proizvoda. Danas je electro puno popularniji nego devedesetih godina ali je ipak daleko manje popularan od komercijalnih tech-house žanrova.

## Popularni producenti electro-glazbe
| - Afrika Bambaataa - Aux 88 - Anthony Rother - Arabian Prince - Arpanet - Arthur Baker - Boris Divider - Cybotron - DMX Krew - Dopplereffekt - Drexciya - Dynamix II - Exzakt - Egyptian Lover - Flying Steps - Imatran Voima - I-F | - Jackal & Hyde - Jonzun Crew - LA Dream Team - Maggotron - Mandroid - Man Parrish - Mantronix - Michael Jonzun - Midnight Star - Model 500 - Mr Velcro Fastener - Music Instructor - Newcleus - Planet Patrol - Scape One - Volsoc - World Class Wreckin' Cru |

## Electro u Hrvatskoj
Electro scena u Hrvatskoj nije pretjerano razvijena ali postoji. Najzaslužniji za razvoj scene kod nas su producenti iz Crobot Crew kolektiva, posebno N-ter i DJ Xed koji u svjetskim electro krugovima uživaju odličnu reputaciju. Također su zaslužni za organizaciju brojnih događanja na ovim prostorima prvenstveno u zagrebačkom klubu Aquarius i splitskoj Kocki, a povodom proslave pete godišnjice postojanja ugostili su Divider Borisa, trenutačno jednoga od najboljih electro live act-ova.

## Vanjske poveznice
- 100 najboljih electro pjesama  Arhivirana inačica izvorne stranice od 29. studenoga 2009. (Wayback Machine)
- Electro Alliance  Arhivirana inačica izvorne stranice od 8. rujna 2009. (Wayback Machine)
- Electro Funk forum  Arhivirana inačica izvorne stranice od 7. prosinca 2009. (Wayback Machine)
- Crobot Crew  Arhivirana inačica izvorne stranice od 25. studenoga 2009. (Wayback Machine)